# Paul Ourliac
Pierre Raymond Paul Ourliac, más conocido como Paul Ourliac (La Réole, 19 de enero de 1911-Toulouse, 8 de agosto de 1998)  fue un historiador del Derecho, francés.

## Biografía
Tras realizar brillantemente sus estudios en educación secundaria y superior, –consiguió el número uno en el Bachiller en Artes–, decidió matricularse en la Facultad de Derecho de la Universidad de París. Allí contactó con el que sería su maestro, el historiador Paul Fournier, que al conocer su interés por la Edad Media, le aconsejó que preparara su ingreso en la École Nationale des Chartes, donde fue admitido como archivero-paleógrafo en 1936. 
Seguidamente formó parte de la Escuela Francesa de Roma (1936-1938). Defendió su doctorado en Leyes en 1937. Ese mismo año consiguió plaza de profesor Asociado en la Facultad de Derecho para impartir clases en las asignaturas de Historia del Derecho y Derecho Romano. En 1938 fue nombrado profesor en la Facultad de Derecho de la Universidad de Montpellier, donde permaneció hasta 1940. En 1954 accedió a la dirección del Instituto de Estudios Políticos de la Universidad de Toulouse, donde desarrolló sus investigaciones hasta 1980. 
Sus labor investigadora en el campo de la Historia y el Derecho Romano, se centró en cuatro campos: la Historia del Derecho Francés; la Historia de la Iglesia; el Derecho Canónico en el siglo XIV; y el Derecho rural.
Un premio de la Academia de Legislación lleva su nombre.

## Academias a las que perteneció y premios recibidos
- Secretario permanente de la Academia de legislación (1961)
- Miembro de la Academia de Inscripciones y Bellas Letras (1970)[3]
- Miembro de la Academia de los Juegos florales de Toulouse (decimonovena silla, 1973).
- Concejal municipal y posteriormente, teniente de alcalde de Toulouse.[4]
- Doctor honoris causa de la Universidades de Lausana y Navarra.[2]
- Oficial de las Órdenes de la Legión de Honor y del Mérito Nacional, y Comendador de las Palmas Académicas.[5]

## Obras traducidas al castellano
- Paul Ourliac, "Historia del derecho", traducción de Arturo Fernández Aguirre. Puebla [México], Cajica, 1952, 366 pp.
- Paul Ourliac - J. de Malafosse, "Derecho romano y francés histórico. vol. I, Derecho de obligaciones". Traducción al español y anotaciones de Manuel Fairén. Barcelona, Bosch, 1960.
- Paul Ourliac - J. de Malafosse, "Derecho romano y francés histórico. vol. II, Los bienes". Traducción al español y anotaciones de Manuel Fairén. Barcelona, Bosch, 1963.
- "Discursos pronunciados en el acto académico de investidura de Grado de Doctor "Honoris Causa" de los profesores Paul Ourliac, Toulouse, Juan de Contreras y López de Ayala, Madrid, Erich Letterer, Tübingen: Pamplona, 7 de octubre, 1972". Pamplona, Universidad de Navarra, 1972, 30 pp.
- E. Delaruelle - E. R. Labande - Paul Ourliac, "Historia de la Iglesia: De los orígenes a nuestros días", vol. XVI, La crisis conciliar. Dirigida por Agustín Fliche y Víctor Martín. Edición española bajo la dirección de José María Javierre, Valencia, Edicep, 1976, 630 pp.
- E. Delaruelle - E. R. Labande - Paul Ourliac, "Historia de la Iglesia: de los orígenes a nuestros días", vol. XIII: Espiritualidad y política en la Edad Media. Dirigida por Agustín Fliche y Víctor Martin. Edición española bajo la dirección de José María Javierre. Valencia, Edicep, 1977, 613 pp.
- E. Delaruelle - E. R. Labande - Paul Ourliac, "Historia de la Iglesia: de los orígenes a nuestros días", vol. XV: El gran Cisma de Occidente. Dirigida por Agustín Fliche y Víctor Martín. Edición española bajo la dirección de José María Javierre, Valencia, Edicep, 1977, 620 pp.